# Asperges me, WAB 4
Asperges me (Purifie-moi), WAB 4, est un motet composé par Anton Bruckner. C'est une première mise en musique de l'antienne utilisée pour la célébration de l'Asperges me.

## Historique
Vers 1843/1844, lors de son séjour à Kronstorf  Bruckner composa cette première mise en musique de l'Aperges me,. On ne sait pas quand elle a été exécutée à cette époque,.
L'œuvre, dont le manuscrit original est perdu, existe sous une transcription par Arthur Bauer. Le motet a d'abord été publié dans le Volume III/II, pp. 140-141 de la biographie Göllerich/Auer,. Il est édité dans le Volume XXI/4 de la Bruckner Gesamtausgabe.

## Musique
Le motet est une composition de 32 mesures en fa majeur pour chœur mixte a cappella. 
Selon la pratique religieuse catholique, l'incipit ("Asperges me") n'est pas composé et doit être entonné par le prêtre en mode grégorien avant la poursuite de l'exécution par le chœur. La partition est en deux sections. La section 1 (7 mesures) commence par "Domine, hysopo" et se termine avec "dealbabor". La section 2 (18 mesures) commence avec le reste du texte, et est suivie par la doxologie ("Gloria Patri"). Par la suite, l'incipit est repris par le chœur à l'unisson, et le motet se termine par un da capo de la section 1. La deuxième section contient d'audacieuses  modulations, semblables à celles de la contemporaine Kronstorfer Messe,.

## Discographie
Il existe un seul enregistrement commercial de ce premier Asperges me :
- Philipp von Steinäcker, Vocalensemble Musica Saeculorum, Bruckner: Pange lingua - Motetten - CD : Fra Bernardo FB 1501271, 2015

## Sources
- August Göllerich, Anton Bruckner. Ein Lebens- und Schaffens-Bild, vers 1922 – édition posthume par Max Auer, G. Bosse, Ratisbonne, 1932
- Hansjürgen Schäfer, Anton Bruckner. Ein Führer durch Leben und Werk. Henschel Verlag, Berlin, 1996.  (ISBN 3-7618-1590-5)
- Anton Bruckner – Sämtliche Werke, Band XXI: Kleine Kirchenmusikwerke, Musikwissenschaftlicher Verlag der Internationalen Bruckner-Gesellschaft, Hans Bauernfeind et Leopold Nowak (Éditeurs), Vienne, 1984/2001
- Cornelis van Zwol, Anton Bruckner 1824-1896 – Leven en werken, uitg. Thot, Bussum, Pays-Bas, 2012.  (ISBN 978-90-6868-590-9)
- Uwe Harten, Anton Bruckner. Ein Handbuch. Residenz Verlag, Salzbourg, 1996.  (ISBN 3-7017-1030-9).